# Liên hoan phim độc lập quốc tế Buenos Aires
Liên hoan phim độc lập quốc tế Buenos Aires (BAFICI, tiếng Tây Ban Nha: Buenos Aires Festival Internacional de Cine Independiente) là liên hoan phim độc lập quốc tế được tổ chức hàng năm vào tháng 4, tại thành phố Buenos Aires, Argentina.
Liên hoan được tổ chức bởi Cục Văn hóa của thành phố Buenos Aires.

## Lịch sử
Liên hoan lần đầu tiên được tổ chức vào tháng 4 năm 1999 bởi Cục trưởng Văn hóa Buenos Aires. Sự kiện chủ yếu diễn ra tại các rạp chiếu phim của Buenos Aires, tuy nhiên cũng có các buổi chiếu ngoài trời miễn phí tại các công viên và quảng trường trên toàn thành phố.
Trong năm đầu tiên, liên hoan có 146 khách mời, trong số đó có Francis Ford Coppola, Todd Haynes, Paul Morrissey và nhiều gương mặt kỳ cựu khác. Năm đó, hơn 150 bộ phim trong nước và quốc tế đã được trình chiếu và có khoảng 120.000 khán giả. Kể từ đó, liên hoan đã ngày càng phát triển, đạt đến 1,1 triệu khán giả trong năm 2013.
Hiện nay, BAFICI có hơn 400 bộ phim, một số hoạt động đã được bổ sung qua nhiều năm và nhiều hội nghị, hội thảo được tổ chức. Với số lượng lớn khán giả và khách mời, liên hoan đã được thêm vào danh sách các sự kiện văn hóa tiêu biểu của Buenos Aires.

## Giải thưởng
Các hạng mục quan trọng nhất của liên hoan là "Hạng mục quốc tế" và "Hạng mục của Argentina". Trong mỗi hạng mục, ban giám khảo sẽ đánh giá và chọn người chiến thắng các giải, bao gồm: Phim hay nhất, Đạo diễn xuất sắc nhất, Nam diễn viên chính xuất sắc nhất, Nữ diễn viên chính xuất sắc nhất và Giải thưởng đặc biệt. Với khán giả, họ sẽ có quyền bình chọn cho phim họ yêu thích nhận Giải thưởng của khán giả.
Kể từ liên hoan phim lần thứ ba, đã có các giải thưởng được trao cho Phim ngắn, bao gồm Phim ngắn có chủ đề hay nhất và Đạo diễn xuất sắc nhất.

### Giải dành cho phim quốc tế hay nhất
| Năm  | Phim                                      | Tên gốc                                            | Đạo diễn                        | Quốc gia       |
| ---- | ----------------------------------------- | -------------------------------------------------- | ------------------------------- | -------------- |
| 1999 | After Life                                | Wandafuru Raifu                                    | Hirokazu Kore-eda               | Nhật Bản       |
| 2000 | Human Resources                           | Ressources humaines                                | Laurent Cantet                  | Pháp           |
| 2001 | Platform                                  | Zhantai                                            | Giả Chương Kha                  | Trung Quốc     |
| 2002 | Sailing Home                              | Tornando a casa                                    | Vincenzo Marra                  | Ý              |
| 2003 | Waiting for Happiness                     | Heremakono                                         | Abderrahmane Sissako            | Mauritania     |
| 2004 | Pin Boy                                   | Parapalos                                          | Ana Poliak                      | Argentina      |
| 2005 | The Sky Turns                             | El Cielo Gira                                      | Mercedes Álvarez                | Tây Ban Nha    |
| 2006 | In the Pit                                | En el Hoyo                                         | Juan Carlos Rulfo               | Mexico         |
| 2007 | In Between Days                           | 방황의 날들                                        | So Yong Kim                     | Hàn Quốc       |
| 2008 | Intimidades de Shakespeare y Víctor Hugo  |                                                    | Yulene Olaizola                 | Mexico         |
| 2009 | Our Beloved Month of August               | Aquele Querido Mês de Agosto                       | Miguel Gomes                    | Bồ Đào Nha     |
| 2010 | Alamar                                    |                                                    | Pedro González-Rubio            | Mexico         |
| 2011 | May they rest in revolt (Figures of wars) | Qu'ils reposent en révolte (Des figures de guerre) | Sylvain George                  | Pháp           |
| 2012 | Policeman                                 | Ha-shoter                                          | Nadav Lapid                     | Israel         |
| 2013 | Berberian Sound Studio                    |                                                    | Peter Strickland                | Vương quốc Anh |
| 2014 | Fifi Howls from Happiness                 | Fifi az khoshhali zooze mikeshad                   | Mitra Farahani                  | Iran           |
| 2015 | Court                                     | Tribunal                                           | Chaitanya Tamhane               | Ấn Độ          |
| 2016 | The Long Night of Francisco Sanctis       | La Larga Noche de Francisco Sanctis                | Francisco Márquez, Andrea Testa | Argentina      |
| 2017 | Niñato                                    |                                                    | Adrián Orr                      | Tây Ban Nha    |
| 2018 | La Flor                                   |                                                    | Mariano Llinás                  | Argentina      |
| 2019 | The Unicorn                               |                                                    | Isabelle Dupuis, Tim Geraghty   | Hoa Kỳ         |

### Toàn bộ danh sách giải thưởng được
| Năm  | Người thắng giải |
| ---- | --- |
| 2019 | Phim hay nhất: The Unicorn, đạo diễn Isabelle Dupuis và Tim Geraghty (Hoa Kỳ) Đạo diễn: Louis Garrel, phim A Faithful Man (Pháp) Diễn viên nữ: Ella Smith, phim Ray & Liz (Vương quốc Anh) Diễn viên nam: Keita Nimomiya, phim We Are Little Zombies (Nhật Bản) Nhạc phim gốc: Mica Levi, phim Monos (Colombia) Giải đặc biệt của ban giám khảo: Los tiburones, đạo diễn Lucía Garibaldi (Uruguay) Phim Argentina hay nhất: Fin de siglo, đạo diễn Lucio Castro (Argentina) Đạo diễn Argentina: Eloísa Solaas, phim Las facultades (Argentina) Ghi nhận đặc biệt cho phim Argentina: Brief Story from the Green Planet, đạo diễn Santiago Loza (Argentina) Phim Mỹ-Latinh hay nhất: La fundición del tiempo, đạo diễn Juan Álvarez Neme (Uruguay) Phim nước ngoài được khán giả bình chọn: La asfixia, đạo diễn Ana Isabel Bustamante (Guatemala) Phim Argentina được khán giả bình chọn: Método Livingston, đạo diễn Sofía Mora (Argentina) |
| 2018 | Phim hay nhất: La Flor, đạo diễn Mariano Llinás (Argentina) Đạo diễn: Tiago Melo, phim Azougue Nazaré (Brazil) Diễn viên nữ: Pilar Gamboa, Elisa Carricajo, Valeria Correa và Laura Paredes, phim La Flor (Argentina) Diễn viên nam: Anders Juul, phim A Horrible Woman (Đan Mạch) Giải đặc biệt của ban giám khảo: Violence Voyager, đạo diễn Ujicha (Nhật Bản) Ghi nhận đặc biệt: A Tiger in Winter, đạo diễn Lee Kwang-kuk (Hàn Quốc); As boas maneiras, đạo diễn Juliana Rojas và Marco Dutra (Brazil) Phim Argentina hay nhất: Las hijas del fuego, đạo diễn Albertina Carri (Argentina) Phim Mỹ-Latinh hay nhất: Averno, đạo diễn Marcos Loayza (Bolivia) Phim nước ngoài được khán giả bình chọn: Virus Tropical, đạo diễn Santiago Ciacedo (Colombia) Phim Argentina được khán giả bình chọn: Foto Estudio Luisita, đạo diễn Sol Miraglia và Hugo Manso (Argentina)                                                                  |
| 2017 | Phim hay nhất: Niñato, đạo diễn Adrián Orr (Tây Ban Nha) Đạo diễn: Carla Simón, phim Estiu 1993 (Tây Ban Nha) Diễn viên: Daniela Castillo, phim Reinos (Chile) Dàn diễn viên: Hoy partido a las 3, đạo diễn Clarisa Navas (Argentina) Giải đặc biệt của ban giám khảo: Viejo Calavera, đạo diễn Kiro Russo (Bolivia) Ghi nhận đặc biệt: Arábia, đạo diễn Affonso Uchoa và João Dumans (Brazil) Phim Argentina hay nhất: La vendedora de fósforos, đạo diễn Alejo Moguillansky (Argentina) Phim Mỹ-Latinh hay nhất: A Cidade do Futuro, đạo diễn Marília Hughes Guerreiro và Cláudio Marques (Brazil) Phim nước ngoài được khán giả bình chọn: Estiu 1993, đạo diễn Carla Simón (Tây Ban Nha) Phim Argentina được khán giả bình chọn: Las cinéphilas, đạo diễn María Álvarez (Argentina) |
| 2016 | Phim hay nhất: La Larga Noche de Francisco Sanctis, đạo diễn Francisco Márquez và Andrea Testa (Argentina) Đạo diễn: Tamer El Said, phim Akher ayam el madina (Ai Cập) Diễn viên nam: Diego Velázquez, phim La Larga Noche de Francisco Sanctis (Argentina) Diễn viên nữ: Liliana Trujillo, phim Rosa Chumbe (Peru) Giải đặc biệt của ban giám khảo: La noche, đạo diễn Edgardo Castro (Argentina) Ghi nhận đặc biệt: Rosa Chumbe, đạo diễn Jonatan Relayze (Peru) Ghi nhận đặc biệt: John From, đạo diễn João Nicolau (Bồ Đào Nha) Phim Argentina hay nhất: Primero enero, đạo diễn Darío Mascambroni (Argentina) Phim Mỹ-Latinh hay nhất: Inmortal, đạo diễn Homer Etminani (Colombia) Phim nước ngoài được khán giả bình chọn: Không có Phim Argentina được khán giả bình chọn: Raídos, đạo diễn Diego Marcone (Argentina) |
| 2015 | Phim hay nhất: Đạo diễn: Diễn viên nam: Diễn viên nữ: Giải đặc biệt của ban giám khảo: Ghi nhận đặc biệt: Phim Argentina hay nhất: Phim nước ngoài được khán giả bình chọn: Phim Argentina được khán giả bình chọn: |
| 2014 | Phim hay nhất: Đạo diễn: Diễn viên nam: Diễn viên nữ: Giải đặc biệt của ban giám khảo: Ghi nhận đặc biệt: Phim Argentina hay nhất: Phim nước ngoài được khán giả bình chọn: Phim Argentina được khán giả bình chọn: |
| 2013 | Phim hay nhất: Đạo diễn: Diễn viên nam: Diễn viên nữ: Giải đặc biệt của ban giám khảo: Ghi nhận đặc biệt: Phim Argentina hay nhất: Phim nước ngoài được khán giả bình chọn: Phim Argentina được khán giả bình chọn: |
| 2012 | Phim hay nhất: Đạo diễn: Diễn viên nam: Diễn viên nữ: Giải đặc biệt của ban giám khảo: Ghi nhận đặc biệt: Phim Argentina hay nhất: Phim nước ngoài được khán giả bình chọn: Phim Argentina được khán giả bình chọn: |
| 2011 | Phim hay nhất: Đạo diễn: Diễn viên nam: Diễn viên nữ: Giải đặc biệt của ban giám khảo: Ghi nhận đặc biệt: Phim Argentina hay nhất: Phim nước ngoài được khán giả bình chọn: Phim Argentina được khán giả bình chọn: |
| 2010 | Phim hay nhất: Đạo diễn: Diễn viên nam: Diễn viên nữ: Giải đặc biệt của ban giám khảo: Ghi nhận đặc biệt: Phim Argentina hay nhất: Phim nước ngoài được khán giả bình chọn: Phim Argentina được khán giả bình chọn: |
| 2009 | Phim hay nhất: Đạo diễn: Diễn viên nam: Diễn viên nữ: Giải đặc biệt của ban giám khảo: Ghi nhận đặc biệt: Phim Argentina hay nhất: Phim nước ngoài được khán giả bình chọn: Phim Argentina được khán giả bình chọn: |
| 2008 | Phim hay nhất: Intimidades de Shakespeare y Víctor Hugo, đạo diễn Yulene Olaizola (México) Đạo diễn: Lance Hammer, phim Ballast (Hoa Kỳ) Diễn viên nam: Lý Khang Sinh, phim Help Me Eros (Đài Loan) Diễn viên nữ: Dan Liu, phim Night Train (Trung Quốc) Giải đặc biệt của ban giám khảo: Night Train (Trung Quốc) Ghi nhận đặc biệt: Profit Motive and the Whispering Wind, đạo diễn John Gianvito (Hoa Kỳ) Phim Argentina hay nhất: Unidad 25, đạo diễn Alejo Hoijman (Argentina) |
| 2007 | Phim hay nhất: Đạo diễn: Diễn viên nam: Diễn viên nữ: Giải đặc biệt của ban giám khảo: Ghi nhận đặc biệt: Phim Argentina hay nhất: Phim nước ngoài được khán giả bình chọn: Phim Argentina được khán giả bình chọn: |
| 2006 | Phim hay nhất: En el hoyo, đạo diễn Juan Carlos Rulfo (México) Giải đặc biệt của ban giám khảo: Sehnsucht, đạo diễn Valeska Grisebach (Đức) Phim Argentina hay nhất: Glue, đạo diễn Alexis Dos Santos (Argentina) |
| 2005 | Phim hay nhất: El Cielo Gira, đạo diễn Mercedes Álvarez (Tây Ban Nha) Đạo diễn: Ilya Khrzhanovsky, phim 4 (Nga) Diễn viên nam: Mohammed Bakri, phim Private (Ý) Diễn viên nữ: Eva Löbau, phim Der wald vor lauter Bäumen (Đức) Giải đặc biệt của ban giám khảo: L'Esquive, đạo diễn Abdel Kechiche (Pháp) Ghi nhận đặc biệt: Frakchi, đạo diễn Cheol-Mean Wang (Hàn Quốc) và Monobloc, đạo diễn Luis Ortega (Argentina) Phim Argentina hay nhất: Como un avión estrellado, đạo diễn Ezequiel Acuña (Argentina) Phim nước ngoài được khán giả bình chọn: El Cielo Gira, đạo diễn Mercedes Álvarez (Tây Ban Nha) Phim Argentina được khán giả bình chọn: Cándido López - Los campos de batalđạoadiễn, đạo diễn José Luis García (Argentina) |
| 2004 | Phim hay nhất: Parapalos, đạo diễn Ana Poliak (Argentina) Đạo diễn: Royston Tan, phim 15 (Singapore) Diễn viên nam: Pietro Sibille, phim Días de Santiago (Peru) Diễn viên nữ: Hwang Jeong-min, phim Jigureul jikyeora! (Hàn Quốc) Giải đặc biệt của ban giám khảo: Las horas del día, đạo diễn Jaime Rosales (Tây Ban Nha) Ghi nhận đặc biệt: Không có Phim nước ngoài được khán giả bình chọn: The Story of the Weeping Camel, đạo diễn Byambasuren Davaa và Luigi Falorni (Đức) Phim Argentina được khán giả bình chọn: Whisky Romeo Zulu, đạo diễn Enrique Piñeyro (Argentina) |
| 2003 | Phim hay nhất: Heremakono, đạo diễn Abderrahmane Sissako (Mauritania) Đạo diễn: Apichatpong Weerasethakul, phim Sud sanaeha (Thái Lan) Diễn viên nam: Alejandro Ferretis, phim Japón (México) Diễn viên nữ: Séverine Caneele, phim Une part du ciel (Pháp/Bỉ/Luxembourg) Giải đặc biệt của ban giám khảo: Ana y los otros, đạo diễn Celina Murga (Argentina) Ghi nhận đặc biệt: Los rubios, đạo diễn Albertina Carri (Argentina) Phim được khán giả bình chọn: Los rubios, đạo diễn Albertina Carri (Argentina) |
| 2002 | Phim hay nhất: Tornando a casa, đạo diễn Vincenzo Marra (Ý) Đạo diễn: Michael Gilio, phim Kwik Stop (Hoa Kỳ) Diễn viên nam: Lennie Burmeister, phim Bungalow (Đức) Diễn viên nữ: Ronit Elkabetz, phim Hatuna Meuheret (Israel/Pháp) Giải đặc biệt của ban giám khảo: Tan de repente, đạo diễn Diego Lerman (Argentina) Ghi nhận đặc biệt: Lavoura Arcaica, đạo diễn Luiz Fernando Carvalho (Brazil) Phim được khán giả bình chọn: Tan de repente, đạo diễn Diego Lerman (Argentina) và Lavoura Arcaica, đạo diễn Luiz Fernando Carvalho (Brazil) |
| 2001 | Phim hay nhất: Zhantai, đạo diễn Giả Chương Kha (Trung Quốc) Đạo diễn: Nuri Bilge Ceylan, phim Mayis sikintisi (Thổ Nhĩ Kỳ) Diễn viên nam: Daniel Hendler, Jorge Temponi và Alfonso Tort, phim 25 watts (Uruguay) Diễn viên nữ: Yuko Nakamura, phim Hotaru (Nhật Bản) Giải đặc biệt của ban giám khảo: The Mad Songs of Fernanda Hussein, đạo diễn John Gianvito (Hoa Kỳ) Ghi nhận đặc biệt: Takhté siah, đạo diễn Samira Makhmalbaf (Iran) Phim được khán giả bình chọn: Jigsaw Venus, đạo diễn Dean Kapsalis (Hoa Kỳ) |
| 2000 | Phim hay nhất: Ressources humaines, đạo diễn Laurent Cantet (Pháp) Đạo diễn: Noémie Lvovsky, phim La vie ne me fait pas peur (Pháp) Kịch bản: Sasa Gedeon, phim Návrat idiota (Cộng hòa Séc) Diễn viên nam: Ewen Bremner, phim Julien Donkey-Boy (Hoa Kỳ) Diễn viên nữ: Anna Geislerová và Tatiana Vilhelmová, phim Návrat idiota (Cộng hòa Séc) Ghi nhận đặc biệt: Enrique Piñeyro (cho diễn xuất), phim Esperando al Mesías (Tây Ban Nha/Ý/Argentina) Phim được khán giả bình chọn: Ressources humaines, đạo diễn Laurent Cantet (Pháp) |
| 1999 | Phim hay nhất: After Life, đạo diễn Kore-eda Hirokazu (Nhật Bản) Đạo diễn: Pablo Trapero, phim Mundo Grúa (Argentina) Kịch bản: After Life, bởi Kore-eda Hirokazu (Nhật Bản) Diễn viên nam: Luis Margani, phim Mundo Grúa (Argentina) Diễn viên nữ: Monic Hendrickx, phim De poolse bruid (Hà Lan) Phim được khán giả bình chọn: Sib, đạo diễn Samira Makhmalbaf (Iran) |